# Bryan Clay
Bryan Ezra Tsumoru Clay (Austin, 3 januari 1980) is een Amerikaanse meerkamper, die doorgaans in de eerste negen onderdelen van de tienkamp buitengewoon presteert, waarna hij op de 1500 m ten opzichte van de andere meerkampers punten verliest. Op het onderdeel discuswerpen wierp hij in 2005 in Carson een wereldrecord van 55,87 m voor tienkampers. Hij nam tweemaal deel aan de Olympische Spelen en won hierbij een zilveren en een gouden medaille.

## Biografie

### Jeugd
Op vijfjarige leeftijd verhuisde Bryan Clay van Texas naar Hawaï. In 1998 studeerde hij af aan de James B. Castle High School in Hawaï. Tijdens zijn schooltijd deed hij aan atletiek en werd hij getraind door Dacre Bowen and Martin Hee. Zijn eerste successen behaalde Clay in 1999 door goud te winnen op het Amerikaans jeugdkampioenschap en de Pan-Amerikaanse Spelen.

### Wereldkampioenschappen
In 2001 en 2003 deed Clay mee aan de WK, maar voltooide beide malen de wedstrijd niet. Een jaar later deed hij het op de zevenkamp tijdens de wereldkampioenschappen indoor een stuk beter; hij won een zilveren medaille achter Roman Šebrle uit Tsjechië. Deze prestatie herhaalde hij twee jaar later op de wereldkampioenschappen indoor van 2006, nu achter André Niklaus. Intussen was hij tijdens het outdoorseizoen op de wereldkampioenschappen van 2005 in Helsinki op de tienkamp wereldkampioen geworden met een puntentotaal van 8732. Deze keer versloeg hij Roman Šebrle met meer dan 200 punten.
Op de WK indoor van 2008 in het Spaanse Valencia won Bryan Clay een gouden medaille op de zevenkamp. Met een persoonlijk record van 6371 punten versloeg hij de Wit-Rus Andrej Krawtsjanka, die het nationaal record verbeterde naar 6234 punten en de Kazachse meerkamper Dmitriy Karpov, die het brons won met 6131 punten.

### Olympische Spelen
Op de Olympische Spelen van Athene in 2004 won Bryan Clay een zilveren medaille, alweer achter Roman Šebrle (8893 punten), met een nieuw persoonlijk record van 8820 punten.
Eind juni 2008, zo'n anderhalve maand voor de Olympische Spelen in Peking, liet Bryan Clay zien, dat hij sinds zijn optreden in Valencia in maart nog steeds over een uitstekende vorm beschikte. Bij de Amerikaanse Trials in Eugene veroverde hij voor de derde keer de nationale titel met een pr-score van 8832 punten, de beste tienkamp sinds de Olympische Spelen van Athene. Het was tevens de beste tienkamp van een Amerikaanse atleet in zestien jaar. In Peking ging hij dus van start als de grote favoriet en die rol maakte hij helemaal waar. Met een totaalscore van 8791 punten werd hij in Peking de nieuwe olympische kampioen.
Clay is getrouwd met Sarah Smith, die kleuteronderwijzeres is in Azusa.

## Titels
- Olympisch kampioen tienkamp - 2008
- Wereldindoorkampioen zevenkamp - 2008, 2010
- Wereldkampioen tienkamp - 2005
- Amerikaans kampioen tienkamp - 2004, 2005, 2008
- Pan-Amerikaans jeugdkampioen tienkamp - 1999

## Persoonlijke records
Outdoor
| Onderdeel            | Prestatie | Datum            | Plaats                   |
| -------------------- | --------- | ---------------- | ------------------------ |
| 100 m                | 10,35 s   | 29 mei 2010      | Götzis                   |
| 200 m                | 21,34 s   | 9 april 2005     | Azusa                    |
| 400 m                | 47,78 s   | 9 augustus 2005  | Helsinki                 |
| 1500 m               | 4.38,93   | 22 juni 2001     | Eugene                   |
| 110 m horden         | 13,64 s   | 8 mei 2010       | Eagle Rock (Los Angeles) |
| hoogspringen         | 2,09 m    | 26 mei 2007      | Götzis                   |
| polsstokhoogspringen | 5,10 m    | 17 juli 2004     | Sacramento               |
| verspringen          | 7,96 m    | 23 augustus 2004 | Athene                   |
| kogelstoten          | 16,27 m   | 21 augustus 2008 | Peking                   |
| discuswerpen         | 55,87 m   | 24 juni 2005     | Carson                   |
| speerwerpen          | 72,00 m   | 10 augustus 2005 | Helsinki                 |
| tienkamp             | 8832 p    | 29/30 juni 2008  | Eugene                   |

Indoor
| Onderdeel            | Prestatie | Datum            | Plaats      |
| -------------------- | --------- | ---------------- | ----------- |
| 60 m                 | 6,65 s    | 6 maart 2004     | Boedapest   |
| 1000 m               | 2.49,41   | 7 maart 2004     | Boedapest   |
| 60 m horden          | 7,71 s    | 27 februari 2010 | Albuquerque |
| hoogspringen         | 2,10 m    | 11 maart 2006    | Moskou      |
| polsstokhoogspringen | 5,15 m    | 15 februari 2008 | Ames        |
| verspringen          | 7,78 m    | 6 maart 2004     | Boedapest   |
| kogelstoten          | 16,21 m   | 8 maart 2008     | Valencia    |
| zevenkamp            | 6371 p    | 9 maart 2008     | Valencia    |

### Opbouw PR meerkamp en potentie op basis van PR's
In de tabel staat de uitsplitsing van het persoonlijk record op de tienkamp. In de kolommen ernaast staat ook het potentieel record, met alle persoonlijke records op de losse onderdelen en de bijbehorende punten.
|              | Uitsplitsing PR | Uitsplitsing PR | Uitsplitsing PR |              | Potentieel record | Potentieel record |
| Onderdeel    | Prestatie       | Wind (m/s)      | Punten          | Pers. record | Punten            |                   |
| ------------ | --------------- | --------------- | --------------- | ------------ | ----------------- | ----------------- |
| 100 m        | 10,39           | -0,4            | 1001            | 10,35        | 1011              |                   |
| verspringen  | 7,39            | -1,6            | 908             | 7,96         | 1050              |                   |
| kogelstoten  | 15,17           |                 | 800             | 16,27        | 868               |                   |
| hoogspringen | 2,08            |                 | 878             | 2,10         | 896               |                   |
| 400 m        | 48,41           |                 | 889             | 47,78        | 920               |                   |
| 110m horden  | 13,75           | +1,9            | 1007            | 13,64        | 1022              |                   |
| discuswerpen | 52,74           |                 | 928             | 55,87        | 993               |                   |
| polshoog     | 5,00            |                 | 910             | 5,15         | 957               |                   |
| speerwerpen  | 70,55           |                 | 898             | 72,00        | 920               |                   |
| 1500 m       | 4.50,97         |                 | 613             | 4.38,93      | 687               |                   |
| Puntentotaal |                 |                 | 8832            |              | 9324              |                   |

## Palmares

### zevenkamp
- 2004:  WK indoor - 6365 p
- 2006:  WK indoor - 6187 p
- 2008:  WK indoor - 6371 p
- 2010:  WK indoor - 6204 p

### tienkamp
- 1999:  Pan-Amerikaanse jeugdkamp. - 7207 p
- 2001: DNF WK
- 2001: 13e universiade - 6791 p
- 2003: DNF WK
- 2004:  OS - 8820 p
- 2004:  IAAF World Combined Events Challenge - 25602 p
- 2005:  WK - 8732 p
- 2005:  IAAF World Combined Events Challenge - 25199 p
- 2007: DNF WK
- 2008:  OS - 8791 p

## Onderscheidingen
- Jesse Owens Award - 2008

1904: Tom Kiely ·
1912: Jim Thorpe ·
1920: Helge Løvland ·
1924: Harold Osborn ·
1928: Paavo Yrjölä ·
1932: James Bausch ·
1936: Glenn Morris ·
1948: Bob Mathias ·
1952: Bob Mathias ·
1956: Milt Campbell ·
1960: Rafer Johnson ·
1964: Willi Holdorf ·
1968: Bill Toomey ·
1972: Nikolaj Avilov ·
1976: Bruce Jenner ·
1980: Daley Thompson ·
1984: Daley Thompson ·
1988: Christian Schenk ·
1992: Robert Změlík ·
1996: Dan O'Brien ·
2000: Erki Nool ·
2004: Roman Šebrle ·
2008: Bryan Clay ·
2012: Ashton Eaton ·
2016: Ashton Eaton ·
2020: Damian Warner ·
2024: Markus Rooth
1983 Daley Thompson ·
1987 Torsten Voss ·
1991 Dan O'Brien ·
1993 Dan O'Brien ·
1995 Dan O'Brien ·
1997 Tomáš Dvořák ·
1999 Tomáš Dvořák ·
2001 Tomáš Dvořák ·
2003 Tom Pappas ·
2005 Bryan Clay ·
2007 Roman Šebrle ·
2009 Trey Hardee ·
2011 Trey Hardee ·
2013 Ashton Eaton ·
2015 Ashton Eaton ·
2017 Kévin Mayer ·
2019 Niklas Kaul ·
2022 Kévin Mayer ·
2023 Pierce LePage
- World Athletics: 14234870
- International Standard Name Identifier: 0000 0003 5766 6965
- Library of Congress Control Number: n2011077084
- Virtual International Authority File: 200823213
- WorldCat: E39PBJqfMHDGgJ8r96C83Yctrq